# Disparidad binocular

Disparidad binocular, muestra los ojos, objeto, distancias y ángulos.

Nuestro sistema visual humano es capaz de ver en tres dimensiones principalmente porque tenemos visión binocular. La visión binocular tiene lugar porque los dos ojos (separados unos centímetros) miran al mismo objeto desde ángulos ligeramente distintos, obteniendo como resultado dos imágenes muy parecidas, pero no iguales. 
Muchos animales, como por ejemplo los conejos, peces y pájaros, tienen los ojos a cada lado de la cabeza, enfocando hacia direcciones opuestas. Estos animales pueden ver todo su entorno casi sin mover la cabeza, pero no pueden percibir dos imágenes parecidas del mismo objeto. Es por este motivo que no puede disfrutar de la variedad de formas en relieve que nos proporciona la visión binocular a los humanos.

## Definición

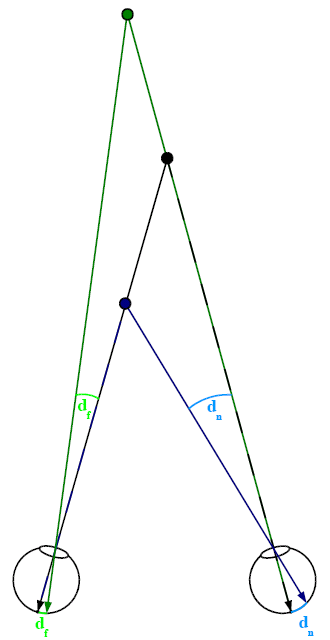
Definición de disparidad binocular (cerca y lejos).

Se conoce como disparidad binocular o retinal a la ligera diferencia entre los dos puntos de vista proporcionados por ambos ojos. La disparidad binocular es la forma de percibir profundidad y relieve más utilizada por el cerebro humano, y es la que permite ser más manipulada, convirtiéndose en la base para la creación de imágenes 3D en superficies llanas. El cerebro coge estos dos puntos de vista distintos y los integra, creando así un objeto en tres dimensiones. 
Hay muchas formas de crear ilusión óptica de profundidad utilizando la disparidad binocular: hologramas, estereoscopios y estereogramas, todos ellos separan imágenes para ser captadas por un solo ojo.

## Tipos
Podemos hablar de dos tipos de disparidad binocular: la cruzada y la no cruzada, cada una de ellas depende de la distancia en que se encuentre el objeto y el punto de fijación en la retina.

## Características
- La disparidad binocular cruzada se caracteriza porque el objeto que ve el ojo está más cerca que el punto de fijación. El objeto es proyectado en un ojo hacia la derecha exterior de su fóvea y, en el otro, hacia la parte exterior izquierda de su fóvea.
- La disparidad binocular no cruzada se caracteriza porque el objeto que ve el ojo se encuentra más lejos que el punto de fijación. En este caso el objeto es proyectado en un ojo hacia la izquierda de la parte nasal de su retina y, en el otro ojo, hacia la derecha de la parte nasal de su retina.

- Datos: Q11681118
- Multimedia: Binocular disparity / Q11681118